# 穴口奇棘魚
穴口奇棘魚（学名：Idiacanthus antrostomus）为輻鰭魚綱巨口鱼目巨口鱼科的其中一種。分布於東太平洋的熱帶至溫帶海域，為深海魚類，棲息深度可達1103公尺，體長可達7.6公分。